# Álgebra alterna
En matemáticas, un álgebra alterna (o también, álgebra alternante) es una Z-álgebra graduada para la que xy= (−1)gra(x)gra(y)yx para todos los elementos homogéneos distintos de cero x e y (es decir, es un álgebra anticonmutativa) y tiene la propiedad adicional de que x2= 0 para cada elemento homogéneo x de grado impar.

## Ejemplos
- Las formas diferenciales sobre una variedad diferenciable forman álgebras alternas.
- El producto exterior es un álgebra alterna.
- El anillo de cohomología de un espacio topológico es un álgebra alterna.

## Propiedades
- El álgebra formada como la suma directa de los subespacios homogéneos de grado par de un álgebra anticonmutativa A es un subálgebra contenida en el centro de A, y por tanto es commutativa.
- Un álgebra anticonmutativa A sobre un  anillo base (conmutativo) R en el que 2 no es divisor de cero es alterna.[2]